# Мушка (косметична)

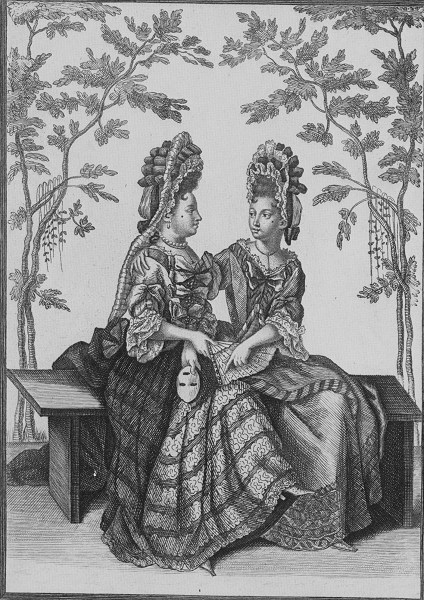
Дами епохи Людовика XIV з мушками

Мушка (від фр. mouche) — косметичний засіб для корекції шкіри, поширена у XVII—XVIII століттях.
Є шматочком чорного пластиру, тафти або оксамиту, який приклеювався на обличчя, груди або плечі у вигляді «родимки». У XVIII столітті мушка стала не тільки засобом макіяжу, але і знаряддям флірту (т. зв. «мова мушок»).

## Поява мушок
Вважається, що своєю появою мушка зобов'язана британській герцогині Ньюкасл, шкіра якої залишала бажати кращого. Герцогиня винахідливо обіграла свої недоліки за допомогою круглих шматочків чорної тафти, які на її обличчі стали грати роль «штучних родимок».
З їх допомогою вдалося не тільки «перемогти» нерівності шкіри, але і відтінити білизну особи. В Англії цей чорний кружечок стали називати «цятка краси» (beauty spot), а ще — латочка (patch) або цятка (speckle).
У Франції, куди мода на мушки проникла дуже швидко, їх стали іменувати moucheron або mouche (муха). Саме калька цього галліцизму прижилася потім і в Україні.
В ті часи жіночу красу міг відразу знищити підступний ворог — віспа: найпрекрасніші особи виявлялися пориті страшними шрамами, які не зникали навіть через багато років. Мушки прийшлися як не можна більш до речі.

## Аксесуар цілої епохи
Завжди, кажучи про часи «червоних підборів і величних перук», ми згадуємо і про цей маленький аксесуарі. Без мушок дама «галантної доби» відчувала себе неодягненою.
Крім суто корекційної функції, мушка мала величезне значення для придворної красуні: за допомогою цього незначного шматочки матеріалу можна було навіть змінити вираз обличчя! Приклеєна біля куточка рота, мушка робила обличчя ніби усміхненим.
Орієнтуючись на порівняно слабке свічкова освітлення, чоловіки і жінки наносили на свої обличчя цілі шари білил, пудри і рум'ян, підводили очі, користувалися яскравими губними помадами. Мушка додавала цим обличчям-маскам жвавості.
Існував справжній мушечний бізнес: рекламне видання XVIII століття «Корисна книга паризьких адрес» повідомляла, що на вулиці Сен-Дені працює майстерня «Мушкові перлини». У ній можна не тільки придбати готовий товар, але і трафарети для самостійної творчості в цій галузі. Рекомендації професіоналів свідчили, що для виготовлення якісної мушки неодмінно потрібна нова тафта (або оксамит) і спеціальний клей.
Форми мушок варіювалися в залежності від примх моди. Це могли бути півмісяці, трикутники, зірочки і навіть силуети різних предметів. Так, відомі мушки-карети і мушки-кораблики.
Вважалося, однак, поганим тоном заліплювати обличчя до стану невпізнання — таке вважалося пристойним тільки для куртизанок.

## Мова мушок

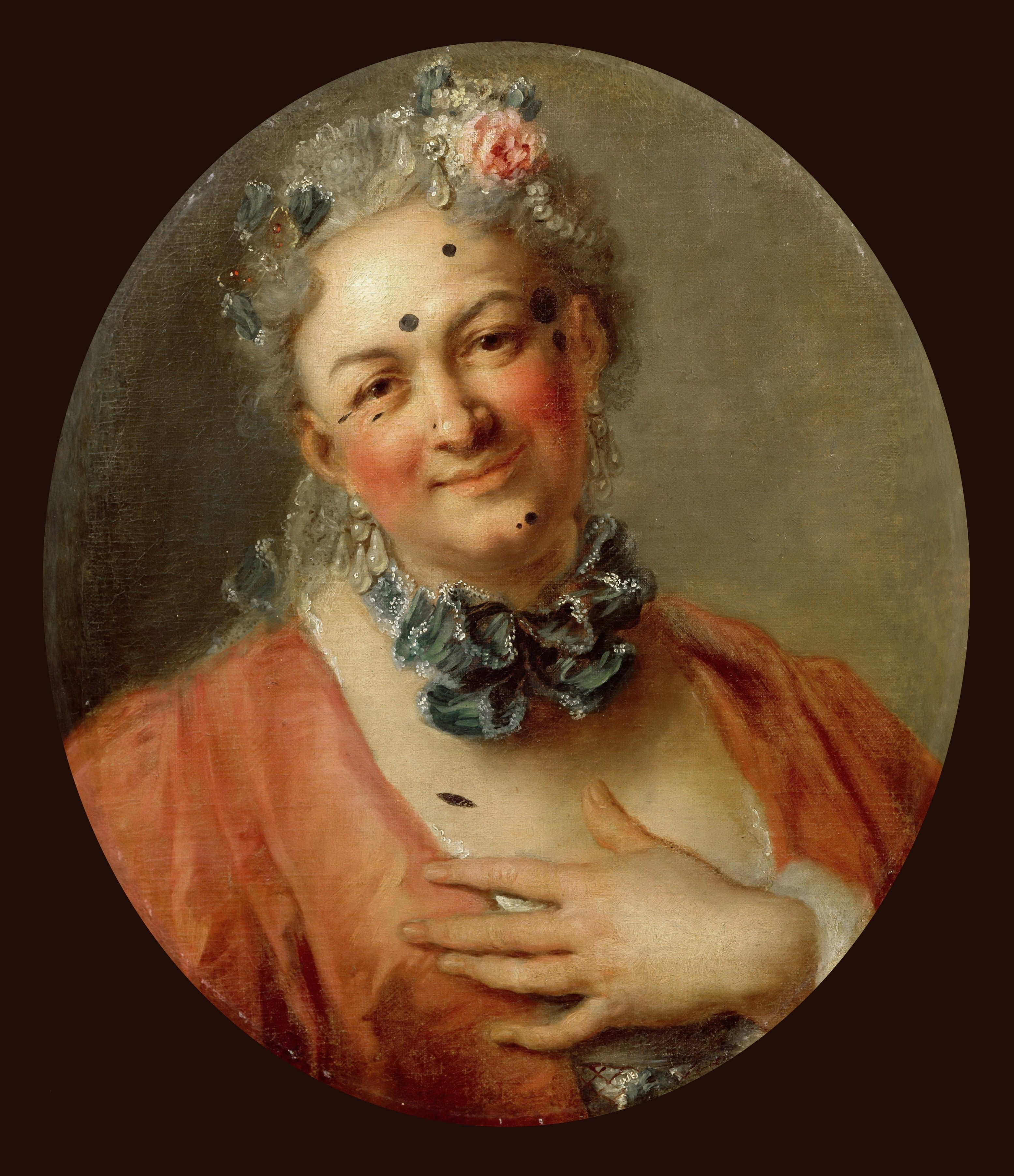
П'єр Желіотт в ролі наяди Платеї в комічній опері Жан-Філіпа Рамо «Платея, або Ревнощі Юнони» роботи Шарля Антуана Куапеля (близько 1745)
Париж, Лувр

XVII, а в особливості, XVIII століття, можна також назвати «епохою флірту». Любов, зведена до безперервного і, часом, небезпечного кокетства була основою взаємовідносин бездіяльних аристократів. Добре вихована дама повинна була вміти фліртувати відразу з декількома хлопцями, не виходячи за рамки пристойності.
Коли автори пишуть про «галантне століття», як про епоху розпусти і статевої розбещеності, то виявляються неправі — був у моді саме флірт, недомовки, півтони і не приводить ні до яких «жахливих наслідків» кокетство.
«Мова мушок» — явне тому підтвердження. Найчастіше дама не могла прямо висловити кавалеру свою приязнь або, навпаки, відмовити у взаємності. Для цього вона вдавалася до алегорій. Мушки, приклеєні на обличчі особливим чином, могли сказати про їхню власницю більше, ніж вона сама могла собі дозволити.
Різні джерела містять різну трактування положення мушок (ймовірно, з часом значення змінювалися). Історик М. Н. Мерцалова пише про те, що мушка-півмісяць запрошувала на нічне побачення, амурчик означав любов, а карета — згода на сумісну втечу.
Кругла мушка, розташована між скронею і оком, називалася «вбивцею» або «страсно особливою». Якщо на обличчі були дві-три мушки, то інтерпретація залежала від віку, положення в суспільстві і репутації жінки.
Чоловіки теж іноді користувалися мушками, але, зрозуміло, рідше, ніж їхні дружини, дочки і «дами серця».
Після Французької революції мода на мушки зійшла нанівець. В даний час цей аксесуар використовується в кінематографі, театрі і на подіумі — на показах ексклюзивного одягу.